# Studley, Oxfordshire
Studley var en civil parish från 1866 till 1932 då den blev en del av Horton cum Studley, i grevskapet Oxfordshire, i England. Civil parish var belägen 11 km från Oxford och hade 50 invånare år 1931.